# تم‌تم
تم‌تم، روستایی از توابع بخش مرکزی شهرستان روانسر در استان کرمانشاه ایران است.

## جمعیت
این روستا در دهستان حسن‌آباد قرار دارد و براساس سرشماری مرکز آمار ایران در سال ۱۳۸۵، جمعیت آن ۲۵۸ نفر (۵۵خانوار) بوده‌است.